# Hard to Swallow
Hard to Swallow è il terzo album in studio del rapper statunitense Vanilla Ice, pubblicato nel 1998.

## Tracce
Testi e musiche di Rob Van Winkle, Ross Robinson, Ordito, Casey Chaos, Scott Borland, Shannon Larkin, Sonny Mayo, Holoman e Johnson.
1. Living – 3:45
2. Scars – 4:56
3. Ecstasy – 0:09
4. Fuck Me (featuring Casey Chaos) – 4:32
5. Valley of Tears – 0:12
6. Zig Zag Stories – 5:26
7. Too Cold (rifacimento del singolo del 1990 Ice Ice Baby) – 3:24
8. Prozac – 4:27
9. S.N.A.F.U. (featuring Jimmy Pop Ali) – 4:46
10. A.D.D. (featuring Casey Chaos) – 5:14
11. Stompin' Through the Bayou – 3:24
12. The Horny Song – 4:33
13. Freestyle (featuring Cyco of Insane Poetry, 2-Hype & C-Note) – 4:58